# Chistyakove
Chistyakove (em ucraniano:  Чистякове; antes de 2016: Torez, em ucraniano:  Торез; antes de 1964: Chistyakovo, em russo:  Чистяково) é uma cidade da região de Donetsk, região de Donbass, Ucrânia, com uma população de 57 086 pessoas (2013),. quando teve mais de 120 000 habitantes em 1970. A cidade é um centro industrial e de mineração com infra-estrutura bem desenvolvida, localizado a 66 km de Donetsk, na estrada N-21 (Donetsk - Starobelsk ), ocupando uma área de 105 km2.

## História
A cidade foi fundada em 1770, com o nome de Oleksiivka, sendo depois sucessivamente renomeada Oleksiive-Leonove e, depois de se tornar num centro de comércio e administração, Chistyakov (ou Chistyakove). Em 1964, no período soviético, a cidade foi nomeada Torez (Торез), em honra de Maurice Thorez, o lider do Partido Comunista Francês falecido nesse ano.

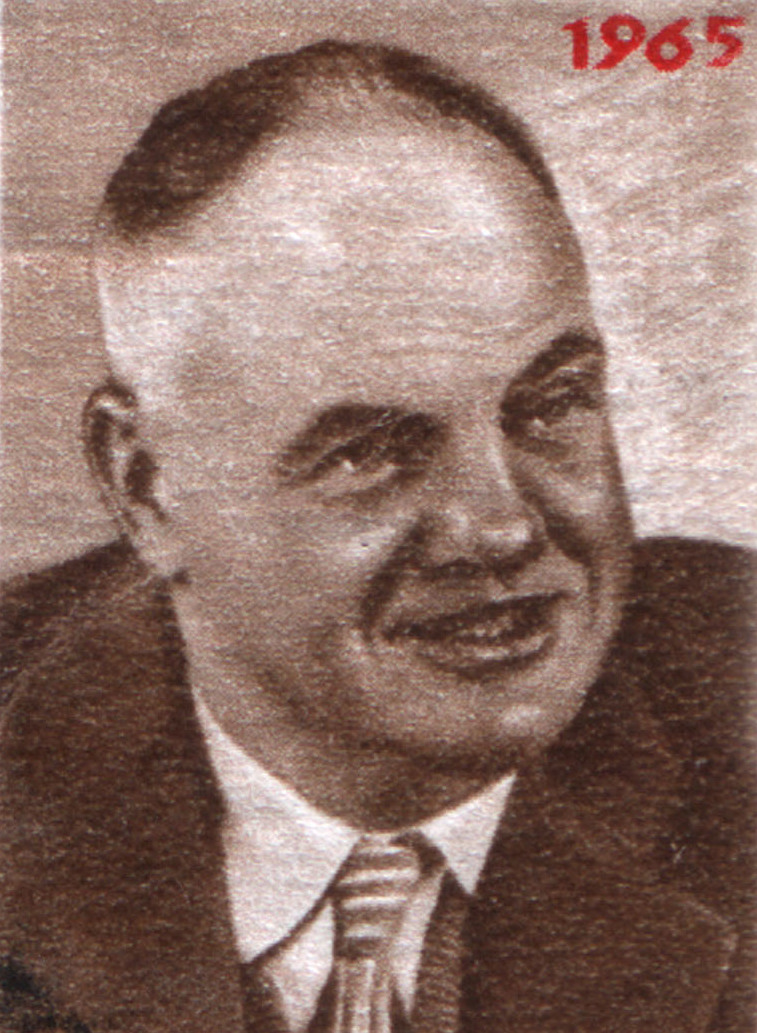
Maurice Thorez, num selo soviético.

## Galeria

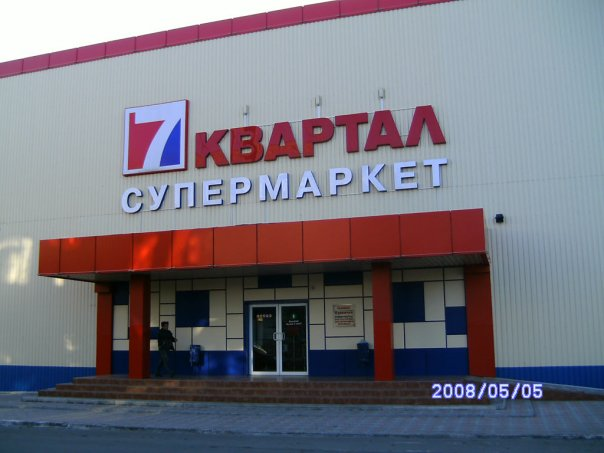
Supermarket "7 Quarter" (st. Popovich)
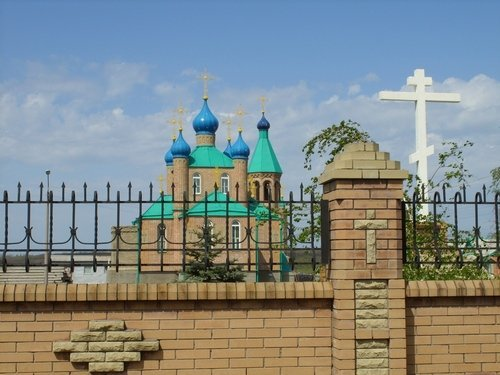
The Orthodox Church in Torez
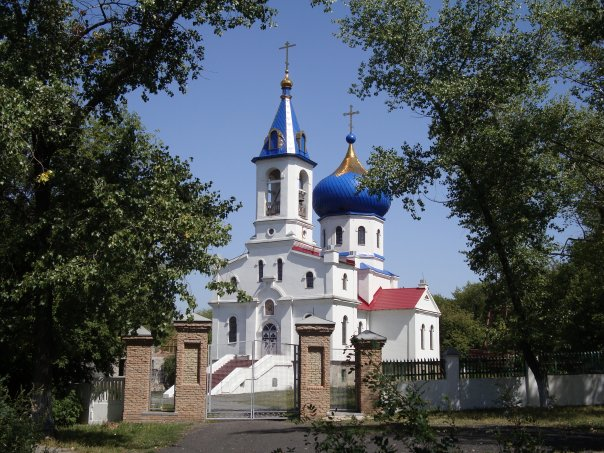
Church ST. Elias
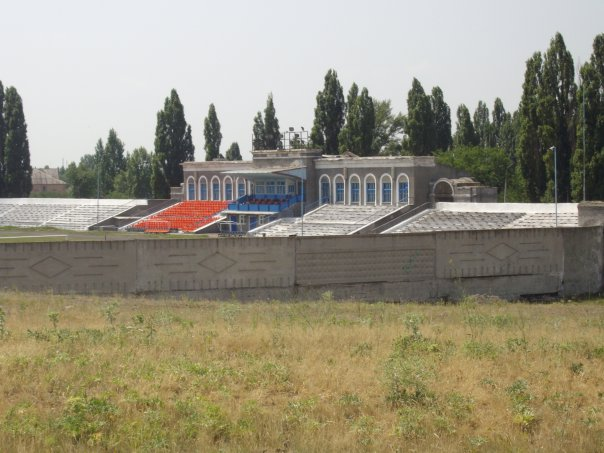
Stadium Komsomolets
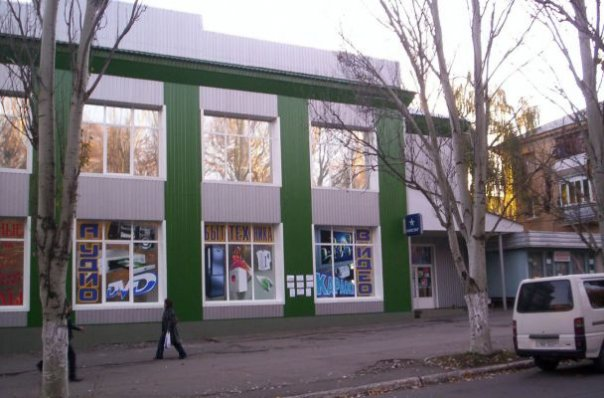
Central department store (st. Ilyich)
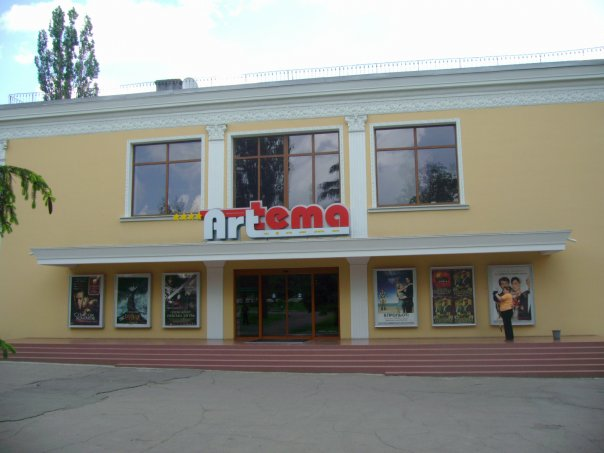
Artem Cinema
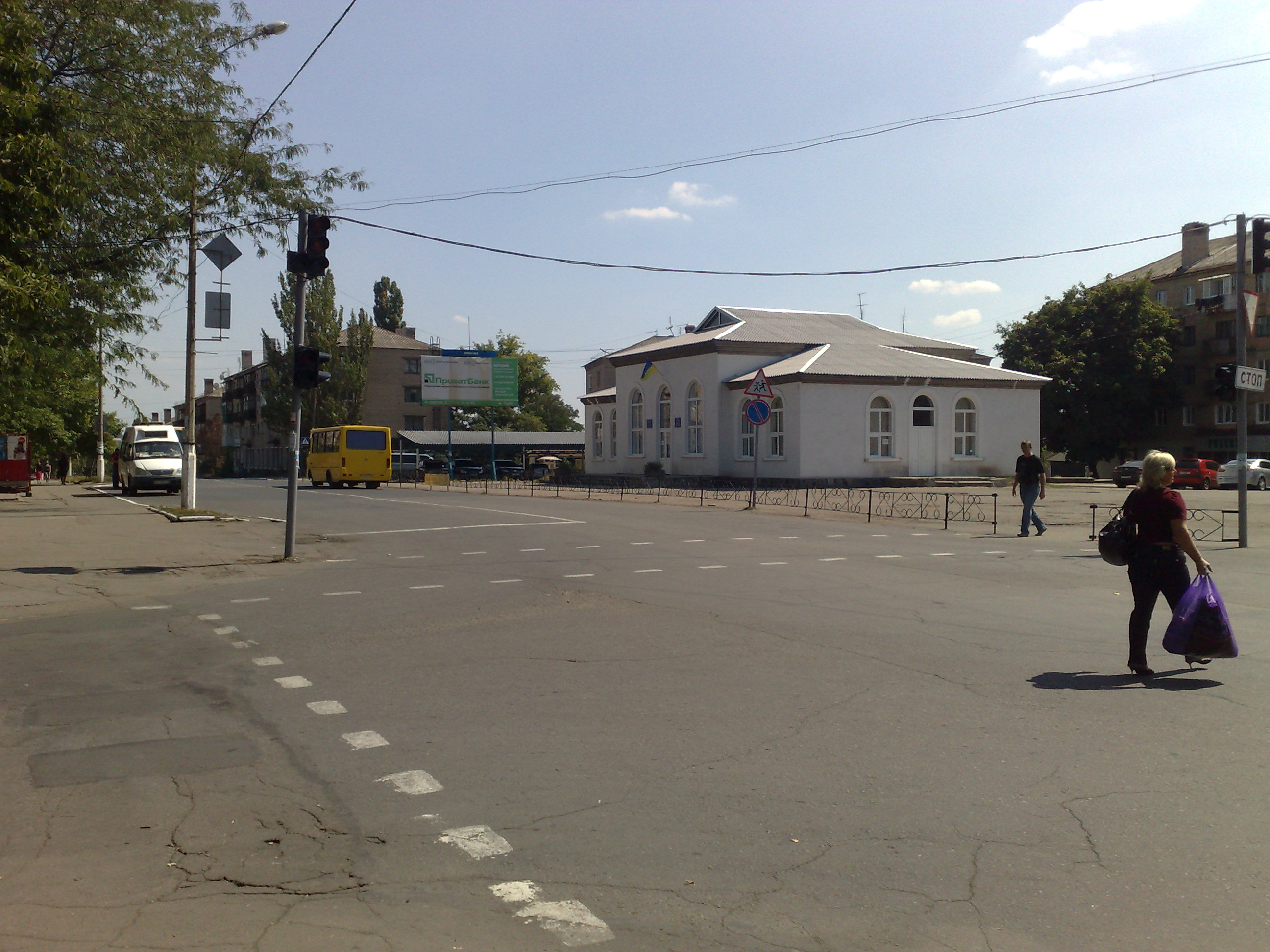
Junction Street Nikolayev and Gagarin
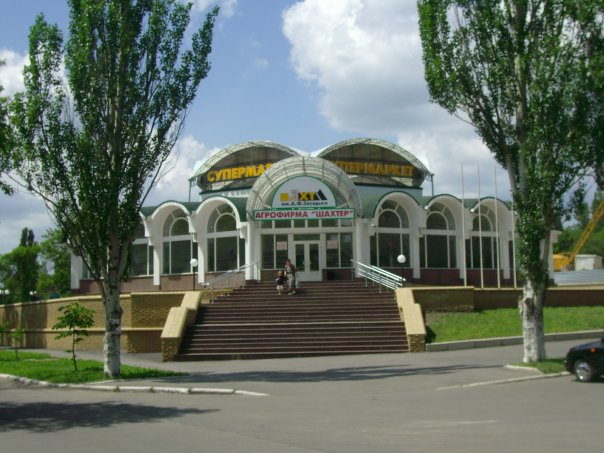
Supermarket "Shakhtar" (Engels Str)
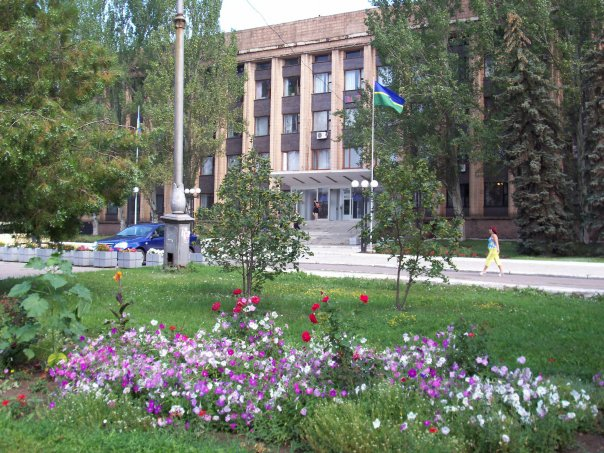
Torez City Hall